# نستور پیتانا
نستور پیتانا (زاده ۱۷ ژوئن ۱۹۷۵) داور فوتبال اهل آرژانتین است.
وی از سال ۲۰۱۰ وارد لیست بین‌المللی فیفا شده است. او سابقه قضاوت در جام جهانی زیر ۱۷ سال ۲۰۱۳ را در کارنامه دارد. پیتانا یکی از داوران جام جهانی فوتبال ۲۰۱۴ بود و در جام جهانی ۲۰۱۸ روسیه هم حضور داشت و داور بازی فینال مسابقات بین فرانسه و کرواسی بود. وی پس از هموطنش، هوراسیو الیزوندو که در جام جهانی ۲۰۰۶ دیدار افتتاحیه و نهایی جام را قضاوت کرد، دومین داور در جهان شد که داوری دیدار افتتاحیه و نهایی جام جهانی(جام جهانی ۲۰۱۸) را قضاوت می‌کند.